# Bothrops oligobalius
Espèce
Bothrops oligobalius est une espèce de serpents de la famille des Viperidae.

## Répartition
Cette espèce se rencontre dans la forêt amazonienne, au nord de l'Amazone. On le rencontre au  Brésil, en Guyane, au Surinam, en Colombie et au Venezuela.

## Description
Bothrops oligobalius présente un corps robuste et mesure de 280 à 918 mm de longueur totale, dont 35–113 mm pour la queue.

## Alimentation
Ce serpent se nourrit de petits mammifères, de reptiles et d'oiseau.

## Systématique
L'espèce Bothrops oligobalius a été décrite en 2011 par les herpétologistes brésiliens Francisco Dal Vechio (d), Ivan Prates (d), Felipe G. Grazziotin (d), Roberta Graboski (d) et Miguel T. Rodrigues,.
Auparavant les spécimens de cette espèce étaient classés avec ceux de l'espèce Bothrops brazili qui, désormais, ne concerne que les populations au sud de l'Amazone.

## Étymologie
Son épithète spécifique, oligobalius, dérive du grec ancien ὀλίγος, olígos, « en petite quantité », et βαλιός, balíos, « tacheté », fait référence à sa livrée peu tachetée en comparaison de celle de Bothrops brazili, l'espèce dans laquelle elle était précédemment intégrée.

## Publication originale
- (en) Francisco Dal Vechio, Ivan Prates, Felipe G. Grazziotin, Roberta Graboski et Miguel Trefaut Rodrigues, « Molecular and phenotypic data reveal a new Amazonian species of pit vipers (Serpentes: Viperidae: Bothrops) », Journal of Natural History, Royaume-Uni, vol. 54, nos 37-38,‎ mars 2021, p. 2415-2437 (ISSN 0022-2933, e-ISSN 1464-5262).